# Аксельссон, Майгулль
Майгулль Аксельссон (род. в 1947 в Ландскруне) — шведская писательница и журналистка. Она выросла в Нэссьё и получила образование в области журналистики.

## Биография
Майгуль Акселльсон выросла в Несшё. Получила журеалистское образование в Стокгольме. Первые работы Аксельссон были написаны в жанре публицистики и затрагивали темы детской проституции, беспризорничества и бедности в Швеции.
Первая художественная книга — роман «Вдалеке от Нифльхейма» — вышла в 1994 году. За свой самый знаменитый роман — «Апрельская ведьма» — писательница получила премию Стриндберга. Роман был продан в количестве более 200000 экземпляров и переведён на 15 языков.
Аксельссон проживает в пригороде Стокгольма Лидингё с мужем и двумя сыновьями.

## Книги

### Документальные
- Asien i deras ögon (1978)
- Наши меньшие братья (Våra minsta bröder) (1986)
- Росарио мёртв (Rosario är död) (1989)
- Они убивают нас (De dödar oss) (1991)
- Svenska beklädnadsarbetareförbundet 1950—1971, (1991)
- Sko- och läderarbetareförbundet 1948—1971, (1991)
- Svenska textilarbetareförbundet 1949—1971, (1991)
- Med i facket (1992)
- Orättvisans ansikten (1992)
- Vad händer med barnen? (1994)
- …och dom som inte har (1996)

### Художественные
- Вдалеке от Нифльхейма (Långt borta från Nifelheim) (1994)
- Апрельская ведьма (Aprilhäxan) (1997) ISBN 5-94145-087-7
- Случайная прогулка (Slumpvandring) (2000)
- En stad av slott (2002)
- Я, которой не было (Den jag aldrig var) (2004) ISBN 978-5-389-00107-7
- Лёд и вода, вода и лёд (Is och vatten, vatten och is) (2008) ISBN 978-5-271-28500-4
- «Меня зовут не Мириам» (Jag heter inte Miriam) (2014)